# Jüdischer Friedhof (Zierenberg)

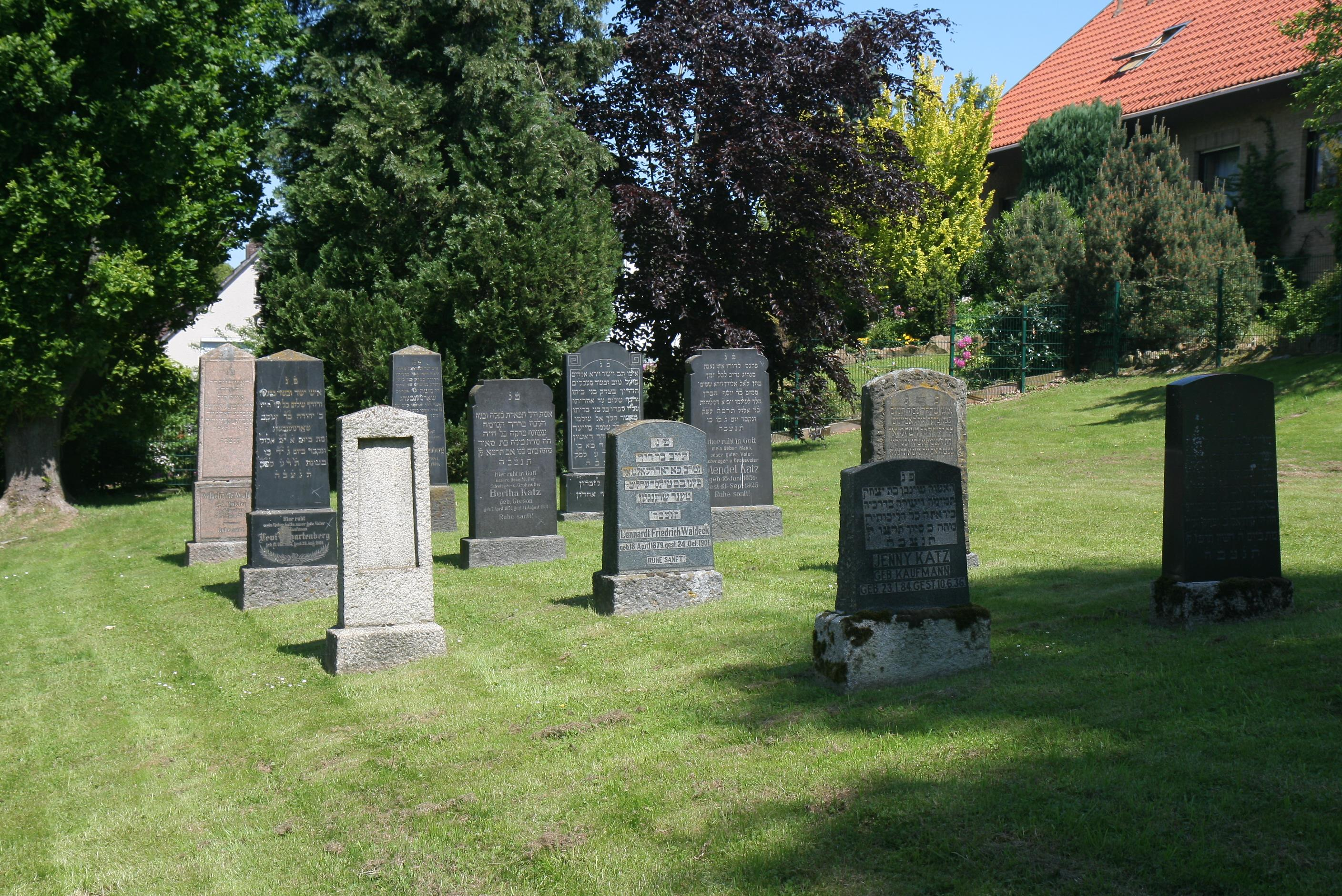
Grabsteine

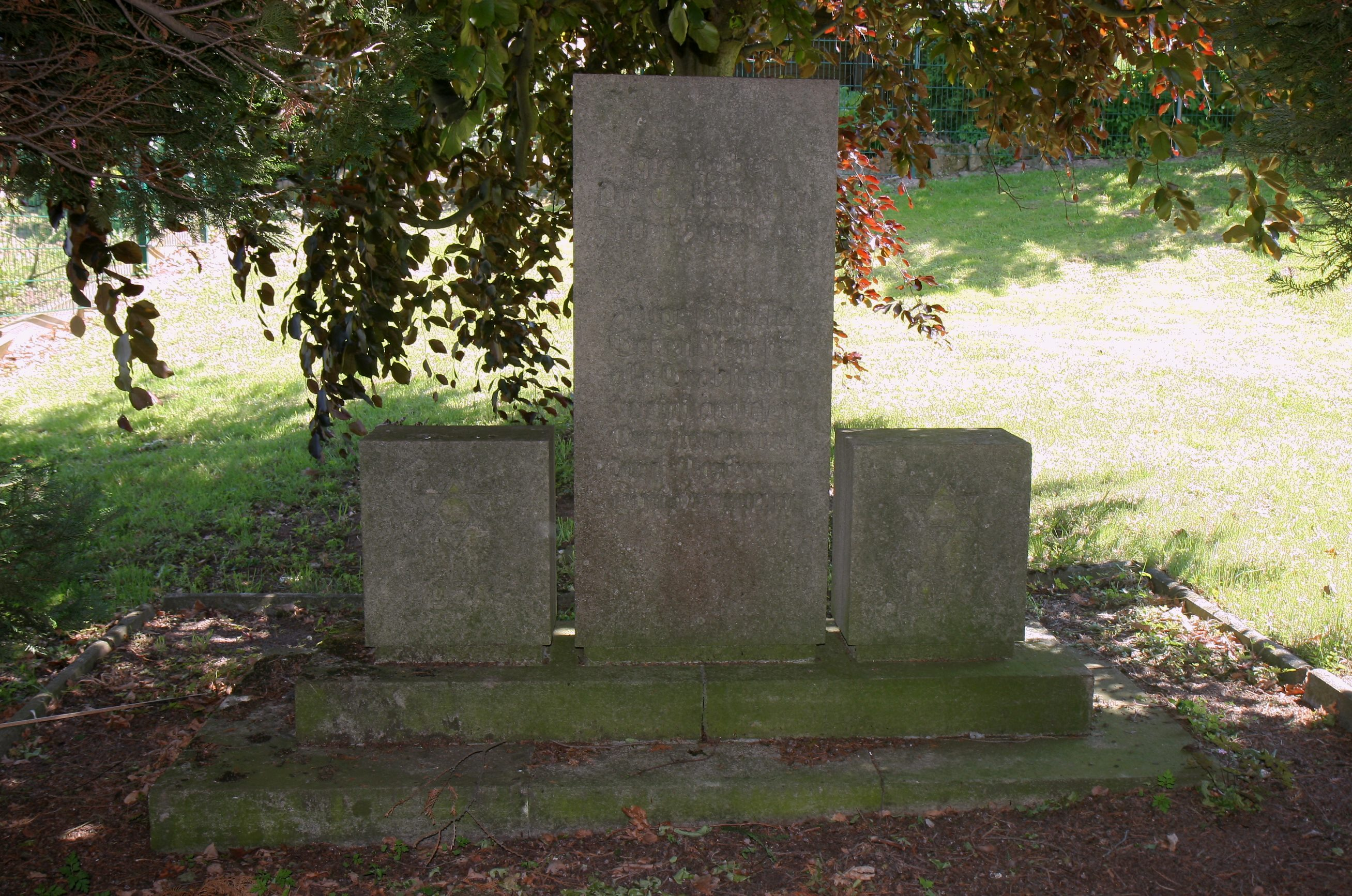
Gedenkstein

Der Jüdische Friedhof Zierenberg ist ein jüdischer Friedhof in der hessischen Kleinstadt Zierenberg im Landkreis Kassel.

## Beschreibung
Der 197 Quadratmeter große Friedhof liegt am Rand der Zierenberger Kernstadt an der Ehlener Straße. Auf ihm befinden sich noch elf Grabsteine aus den Jahren 1900 bis 1933.

Ein Gedenkstein von 1946 trägt die Inschrift: 

„Hier ruhen die Gebeine der Juden Zierenbergs. Zeuge sei dieser Gedenkstein für alle Grabsteine, die einst an diesem Orte standen und durch Naziterror vernichtet wurden. 1938-1946.“

## Geschichte
Die jüdische Gemeinde Zierenberg legte 1846 einen eigenen Friedhof an. Bis 1938 waren etwa 90 Grabinschriften auf ca. 40 Grabsteinen vorhanden. 1939, in der Zeit des Nationalsozialismus, ließ der damalige Bürgermeister den Friedhof einebnen.  